# ブルンジの歴史
ブルンジの歴史(History of Burundi)では、東アフリカの国家、ブルンジの歴史について記述する。

## 先史時代
ブルンジの起源は主に口承と考古学によって研究されている。それらによって、ブルンジには主に2つの建国の伝説が伝えられていることがわかっており、どちらの伝説も、国家がCambarantamaという男によって建国されたことを示唆している。

## ブルンジ王国
ブルンジ王国の王朝がいつ誕生したかは定かではない。だが、それがあったとする最古の証拠では、16世紀に遡るとされる。この頃から、ブルンジは隣国ルワンダと競争しながら拡大していったと言われ、そして、おおよそ1796年から1850年まで国を支配したンタレ四世の下で、彼らの領土は最も大きくなった。ブルンジ王国の形態は階層的な政治体系であり、経済は属国との交流によって特徴づけられた。元首であるムワミは、高級貴族と共に国土のほとんどを支配し、農民には税を要求した。
1856年ごろから、ヨーロッパの探検家と宣教師がブルンジを訪問するようになった。その後、隣国ルワンダはドイツ帝国の申し受けを受け入れることを決断し、ドイツ領東アフリカの一部となった。しかし、時のブルンジ国王ムウェジ四世はドイツの申し入れを拒否。ヨーロッパ製衣類へのボイコット、そしてヨーロッパ人の圧力への抵抗を決定した。
ムウェジの決定に対しドイツ帝国は陸軍を用いてブルンジを攻撃、大きな損害を与えることに成功。しかし、国王の権力を破壊するまでには至らなかった。だがドイツ軍の侵攻に対して、国内では王国への不満が高まっており、内乱が発生した。そのため次期国王はドイツへの譲歩を強いられた。ブルンジ王国はドイツに植民地とされる代わり、ドイツ軍は国内の反乱の鎮圧を助けた。

## 植民地時代

ドイツの植民地にはなったものの、ブルンジにおける海外の影響は小さく、国王は権力を保ち続けた。しかしながら、ヨーロッパ人はブルンジに疾病を持ち込み、人間、動物に壊滅的な被害を与えた。また、飢饉も発生し、ブルンジ全域において被害は甚大だった。1905年から1914年にかけて、西部平原の人口の半分は死亡したとされる。
1916年、第一次世界大戦のアフリカ戦線において、ベルギー領コンゴのベルギー軍が4月18日、参戦を決定。ドイツ領であるブルンジは戦場になり、同年6月頃にはブルンジはベルギーに制圧された。1918年に第一次世界大戦は集結し、ヴェルサイユ条約によってドイツは植民地を手放すこととなった。ブルンジはルワンダと共に、ルアンダ＝ウルンディとして、ベルギー領となる。
第二次世界大戦の後に誕生した国際連合によって、同国はベルギーの国連信託統治領となった。1948年、ベルギーは政党を作ることを許し、ブルンジには王子ルワガソレ率いる民族進歩連合(Union for National Progress、通称UPRONA)、ベルギーが支援するキリスト教民主党(Christian Democratic Party、通称CDP)が誕生する。1961年に行われたルワンダ議会選挙においてUPRONAが勝利。しかし同年、ルワガソレを含む首相最低3人は暗殺されてしまう。

## ブルンジ第二王国

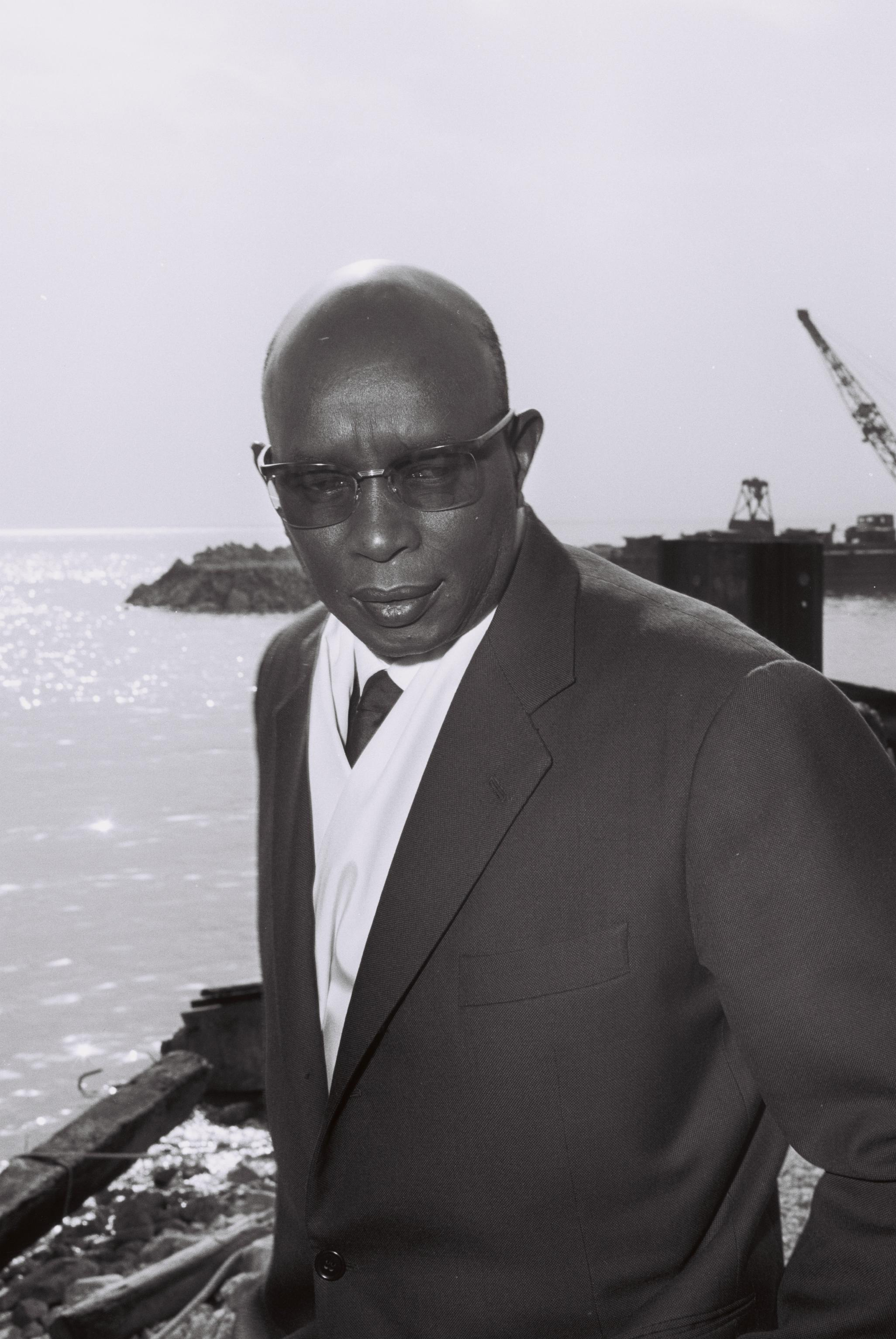
初代元首ムワンブツァ4世

1962年7月1日、ブルンジはブルンジ王国として完全独立を果たす。1915年からムワミの位置にあったムワンブツァ4世が初代元首を務め、立憲君主制を確立させた。しかし、一方で少数民族であるツチがフツを抑えて実権を握っており、フツの不満は高まっていた。1965年には、議会の選挙にフツが出馬することを認めることを、君主側が拒否した。それに対し、フツのグループは君主に対するクーデターを企てることを支援した。それを聞いた君主は、逆にフツの政治家とインテリを殺害した。
1966年、ムワンブツァは自らの息子、ンタレ四世によって退位を強いられた。ンタレ四世はムワミとして即位するも、大臣らのクーデターにより、彼もまた元首を追放された。彼は西ドイツに亡命した。
代わって大統領に就任したのはミシェル・ミコンベロだった。彼は同年、君主制の廃止を宣言し、共和国宣言を行った。

## 共和制
共和制になっても、民族問題は解決を見せなかった。ミコンベロはブルンジ南部を統治するツチの徒党を率いた。
1965年、フツにおよるクーデターが間近に迫っているという噂が流れた。それに対して1969年、多数の主要な軍人、反体制派が粛清された。1971年には北部の政党「higher up」が、与党ヒマによって非難され、1972年、軍事法廷において4人の軍人と5人の民間人が死刑に処され、7人が終身刑となった。
1994年にシプリアン・ンタリャミラが大統領となるが、その2か月後にルワンダの大統領ジュベナール・ハビャリマナと共に搭乗していた飛行機が撃墜され暗殺された（ハビャリマナとンタリャミラ両大統領暗殺事件）。

## 参照
- Jean-Pierre Chrétien. The Great Lakes of Africa: Two Thousand Years of History trans Scott Straus
- Lemarchand, René (2009). The Dynamics of Violence in Central Africa. Philadelphia: University of Pennsylvania Press. ISBN 978-0-8122-4120-4.
- Ngaruko, Floribert; Nkurunziza, Janvier D. (2005). "Civil War and Its Duration in Burundi". In Collier, Paul; Sambanis, Nicholas. Understanding Civil War:Evidence and Analysis. 1: Africa. Washington, D.C.: The World Bank. pp. 35–61. ISBN 978-0-8213-6047-7.